# Quicksilver (hajó)
A Quicksilver Lasztocska típusú (03525 tervszámú), szovjet gyártmányú hordszárnyas hajó. Jelenleg a Duna leggyorsabb hajója. Napjainkban nem üzemel, a hajó az Újpesti kikötőben található.
1986-ban gyártotta a gorkiji Krasznoje Szormovo hajógyár. Magyarországra ismeretlen körülmények között érkezett, vélhetően a 90-es vagy a 2000-es években. 2006-ban a PannonWings Kft., majd 2009. május 8-tól a MAHART–PassNave üzemeltetésébe került. 2008-tól rövid ideig próbaüzemben közlekedett, menetrend szerinti forgalmon kívül. Menetrendszerűen soha nem közlekedett, vélhetően az irreálisan magas fogyasztás és a rendkívül kompromisszumos alkatrész-ellátás miatti gazdaságtalan üzemeltetés miatt szárazra kiemelve tárolják.
Személyzete négy fő, 77 utast szállíthat. Holtvízi maximális sebessége eléri az 55 csomót (102 km/h-t), ezzel ez a Duna leggyorsabb hajója.